# Borðoy
Borðoy [ˈboːɹɔi] (dänische Schreibweise: Bordø) ist eine Insel der Färöer. Dort ist Borðoy die größte der sogenannten Nordinseln.
Die Inseln unterteilt sich administrativ in die Kommunen Klaksvíkar kommuna und Hvannasunds kommuna. Der Hauptort Klaksvík hat 4.601 Einwohner (Stand: 1. Januar 2014). Auf der gebirgigen, von 23 Gipfeln überragten Insel gibt es außerdem noch die Ortschaften Norðdepil (161 Einwohner), Norðoyri (101 Einwohner), Ánirnar (60 Einwohner), Árnafjørður (51 Einwohner), Norðtoftir (3 Einwohner), Depil (2 Einwohner) und Múli (1 Einwohner). 
Höchste Erhebungen auf Borðoy sind der 772 m hohe Gipfel Norðanfyri Lokkaskarð und der 754 m hohe Berg Lokki, die beide westlich von  Norðdepil liegen, sowie der 747 m hohe Gipfel Omanfyri Klivsdal und der 739 m hohe Gipfel Norðanfyri Kvíggjaskarð, die beide westlich der Straße von Hvannasund nach Múli, dem sogenannten Múlavegur, gelegen sind.
Borðoy war bis 2006 durch eine Autofähre mit dem Hafen Leirvík auf der westlichen Nachbarinsel Eysturoy verbunden. Seitdem verbindet ein mautpflichtiger Unterseetunnel die beiden Inseln. Die östliche Nachbarinsel Viðoy bindet ein Straßendamm an, der 1963 eröffnet wurde. Dorthin führen zwei einspurige Tunnel, die 1965 bzw. 1967 eröffnet wurden. Die nordwestliche Insel Kunoy kann seit 1988 über einen weiteren Straßendamm erreicht werden.